# Grewia orientalis
Grewia orientalis är en malvaväxtart som beskrevs av Carl von Linné. Grewia orientalis ingår i släktet Grewia och familjen malvaväxter. Utöver nominatformen finns också underarten G. o. latifolia.